# Церковь Богородицы Стовратной

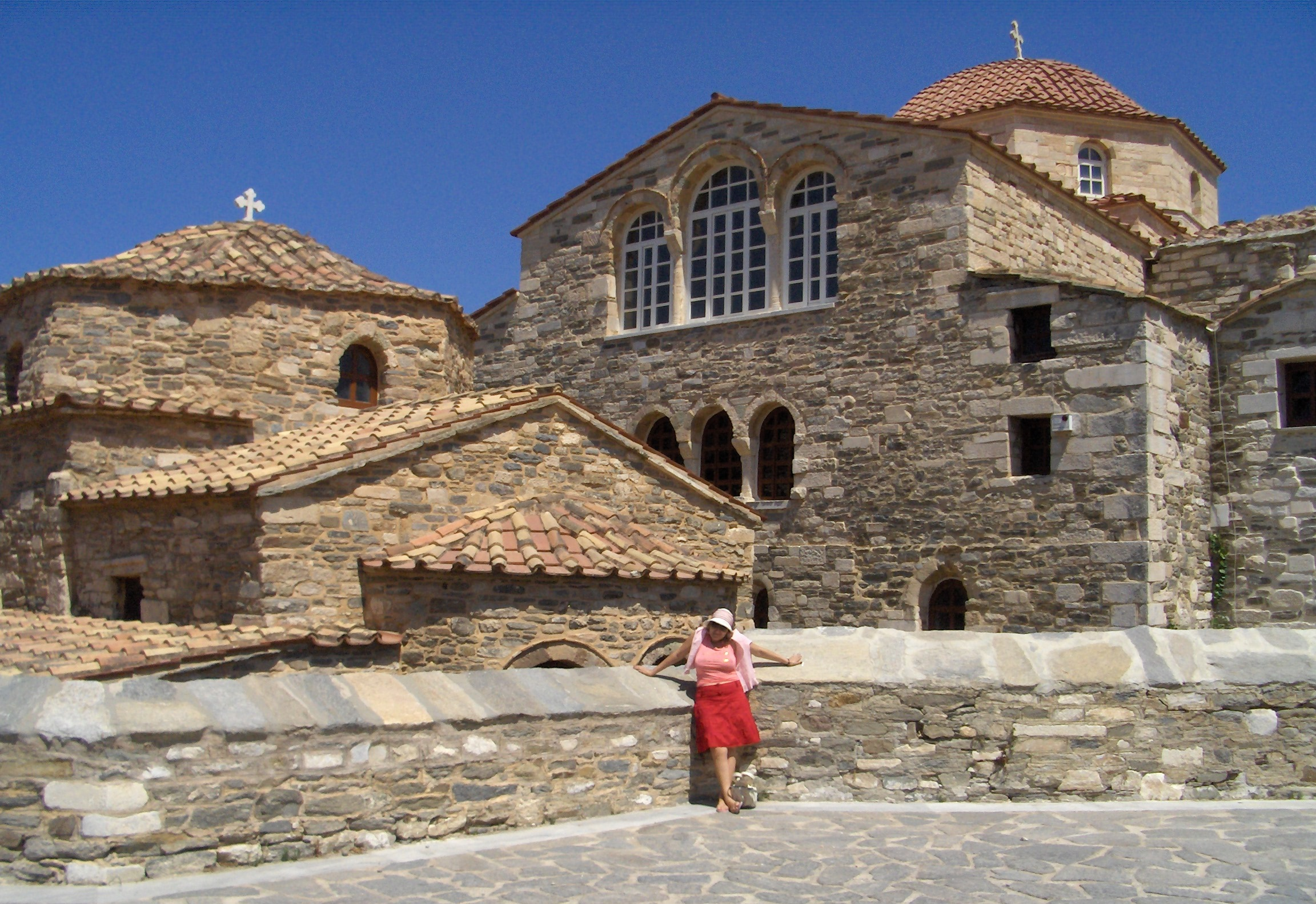
Церковь с женщиной впереди для сравнения масштаба.

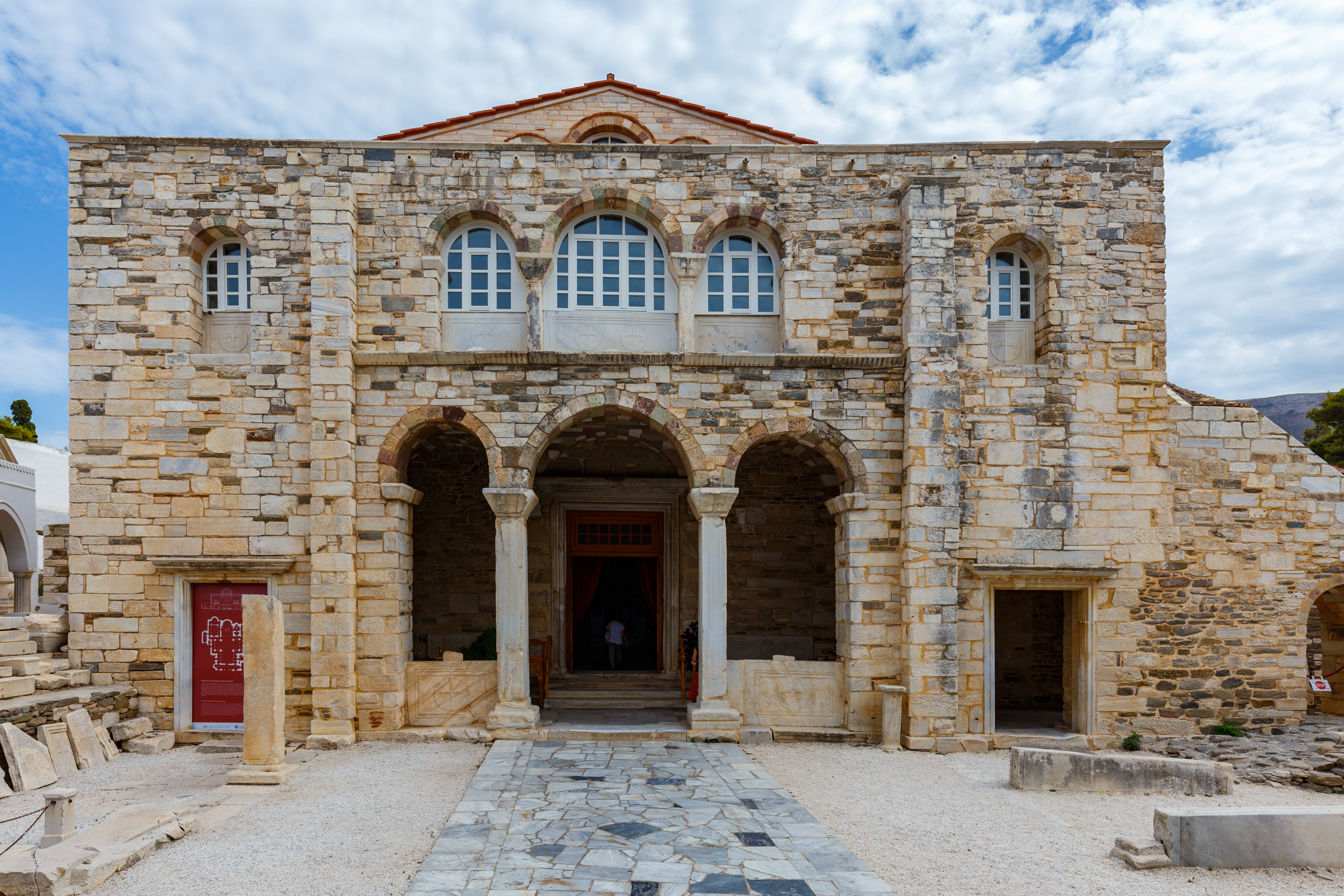
Фасад

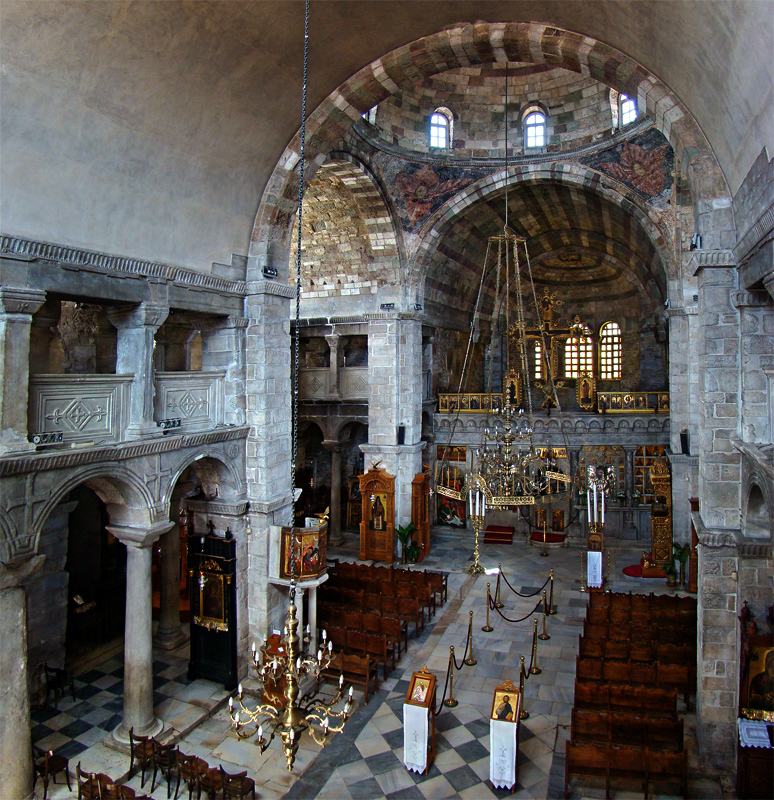
Интерьер

Церковь Панагии о ста вратах (Παναγία η Εκατονταπυλιανή, Екатонтапилиани) — ранневизантийский храмовый комплекс (церковь с двумя приделами и баптистерий) на острове Парос, в городе Парикия. Выстроен при Юстиниане на месте античного гимнасия, обращённого в IV веке в церковь. Представляет собой, таким образом, древнейший христианский храм на территории Греции. В 726 году здесь провели последнюю службу моряки византийского флота. Они выступили против византийского императора Льва Исавра, за то, что он отменил поклонение иконам и стал изымать их из церквей. Флот, во главе с военачальником Агаллианосом Контоскелесом и командиром флота Кикладских островов Степаном — отправился на штурм столицы Византии Константинополя, где они вступили в неравный бой с флотом Льва III, который сжег их корабли греческим огнем.
В XVIII веке пострадал от землетрясения.
В «стодверный храм» православные паломники заезжают, как правило, на пути к богородичной святыне Панагия Евангелистрия, расположенной на соседнем острове Тинос.